# Fališe
Fališe (makedonsky: Фалише, albánsky: Falishti) je vesnice v Severní Makedonii. Nachází se v opštině Tetovo v Položském regionu.
Vesnice leží v Položské kotlině podél řeky Vardar, asi 7 km od města Tetovo.

## Historie
Vesnice Fališe má dlouhou historii. Ve středověku, v letech 1337-1346, je zmiňována pod jménem Hvališe. Nejstarší část vesnice se nacházela na místě zvaném Staro Fališe, které se nachází při cestě do Skopje. Část obyvatel poté založila novou vesnici, stará byla kvůli útlaku vysídlena. Během nadvlády Osmanů se z vesnice stala farma a v roce 1917 byla zpět prodána místním obyvatelům.
Vesnice je také zmíněna v tureckých spisech z let 1467-68 jako součást provincie Nahiye-I Kalkandelen a žilo zde 30 rodin, jedna svobodná žena a dvě ženy. Všichni v té době byli křesťané.

## Demografie
Podle posledního sčítání lidu z roku 2002 žije ve vesnici 546 obyvatel. Etnickými skupinami jsou:
- Makedonci - 519 (95,05 %)
- Albánci - 19 (3,5 %)
- ostatní - 1 (0,2 %)